# JA (Zeitungs-Illustrierte)
JA war eine deutsche Zeitungs-Illustrierte der Axel Springer AG, der mit ihr auf junge Leute als Rezipienten zielte.
Sie wurde 1987 drei Monate produziert und erschien jeden Dienstag. Der Sitz der Redaktion war Hamburg.

## Konzept
Unter dem Vorstandsvorsitzenden des Springer-Verlags Peter Tamm hatte Günter Prinz mit dem Konzept, „das Teure billig zu machen“, bei den Neueinführungen Bild der Frau (Auflage 2,3 Millionen) und Auto Bild (Auflage 825.000) Erfolg. Um ihr Blatt aktuell wie eine Zeitung erscheinen zu lassen, wurde ungestrichenes Zeitungsdruckpapier im Tiefdruckverfahren bedruckt.
Die 96 Heftseiten sogen mehr Farbe auf und waren bedruckt dicker als auf gestrichenem Zeitschriftenpapier. Um diesen Effekt zu parieren, wird auf ungestrichenes Papier weniger Farbe aufgetragen, was zu einer etwas stumpferen, blasseren Farbwirkung führt. Das Blatt wirke „wie auf Altpapier gedruckt“. Der Verlag warb mit „Endlich kommt Farbe ins Lesen“.
Mit JA wollte die Axel Springer AG ein neues Segment aus dem Kreis der Druckerzeugnisse schneiden. Die Aktualität und Kürze einer Tageszeitung sollte mit der technischen Qualität und Ausstattung (Farbigkeit) einer Illustrierten kombiniert werden.

## Redaktion
Für die Leitung der Redaktion war Peter Koch vorgesehen. Unter seiner Ägide waren beim Stern die Hitler-Tagebücher erschienen, was ihn für den Aufbau der Auto Bild qualifizierte.
Weitere drei Stern-Redakteure konnten für das Projekt gewonnen werden: Koch-Stellvertreter Uwe Zimmer (Journalist), Gerhard O. Aeckerle (leitete beim Stern die Bildredaktion) und Wolf Dammann.
Den politischen Teil lieferte Einar Koch, der jüngere Bruder von Peter Koch, der sich seit 1983 seine Kompetenz beim Hamburger Abendblatt erworben hatte.

## Inhalt
Inhaltlich gelang der Axel Springer AG keine klare Konzeption. Berichtet wurde über wenig Aktuelles, stattdessen fand sich viel beliebig Vermischtes über Mannequins, Arbeitslose oder Starlets. Laut dem Deutschen Allgemeinen Sonntagsblatt servierte JA meist „abgenagte publizistische Knochen“.
Ein Interview mit VW-Vorstandschef Carl Horst Hahn erwies sich als aufgebacken: Das vermeintliche Gesprächsfoto mit Hahn und JA-Redakteur Koch war von 1986, der angebliche Dialog ein Austausch schriftlicher Fragen und Antworten.
Auch die drei ehemaligen Stern-Redakteure pflegten die Sprachregelungen des Tendenzbetriebes: Margaret Thatcher wurde korrekt als „Lady“ betitelt. Bei der Berichterstattung über den NATO-Doppelbeschluss wurde Ronald Reagan als Friedenswahrer dargestellt, da er bereit sei, „die Atomwaffen zu beseitigen“. Mit dem Ausweichbegriff „SED-Staat“ gelang es dem JA-Team, die Gänsefüßchen um „DDR“ zu vermeiden.

## Öffentlichkeitsarbeit
Die Neuerscheinung begleitete die Axel Springer AG mit folgenden Slogans:
- „Plötzlich ist Dienstag Illu-Tag“
- „Kritisch, mutig, engagiert“
- „ein starkes Stück Illustrierte“
- „Woche von ihrer packendsten Seite“.
- „Zeitschriften-Innovation des Jahres“

JA wurde noch im Gründungsjahr 1987 nach 27 Ausgaben eingestellt, wodurch der Axel Springer AG etwa 40 Millionen DM abschreiben musste, davon 10 Millionen für Öffentlichkeitsarbeit, die Michael Jürgs vom Stern als „angeberische Werbung“ beschrieb.